# Giorgio III d'Assia-Itter
Giorgio d'Assia-Itter (Darmstadt, 29 settembre 1632 – Hoflauterbach, 19 luglio 1676) fu un nobile dell'Assia-Darmstadt e langravio d'Assia-Itter dal 1661 al 1676.

## Biografia
Era figlio di Giorgio II d'Assia-Darmstadt, langravio dal 1626 al 1661, e di Sofia Eleonora di Sassonia.
Essendo il secondo figlio maschio, alla morte del padre, avvenuta a Darmstadt l'11 giugno 1661, il titolo venne ereditato dal fratello maggiore Luigi VI d'Assia-Darmstadt.
Giorgio ottenne invece il titolo di Langravio di Assia-Itter, che avrebbe potuto trasmettere ai suoi discendenti maschi.
Si sposò due volte; la prima volta a Sonderburg il 5 marzo 1661 sposò la ventiseienne Dorotea Augusta di Schleswig-Holstein-Sonderburg, la quale morì dopo un anno di matrimonio senza avergli dato alcun figlio.
La seconda volta sposò a Darmstadt il 21 luglio 1667 Giuliana Alessandrina di Leiningen-Heidesheim che diede alla luce tre femmine.
Giorgio morì il 19 luglio 1676 a Hoflauterbach e, non avendo avuto figli maschi neanche dalla seconda moglie, il ramo d'Assia-Itter si estinse con lui.

## Discendenza
Giorgio e Giuliana Alessandrina ebbero tre figlie:
- Sofia Giuliana (Vöhl, 17 luglio 1668-Vöhl, 9 agosto 1668);
- Eleonora (Vöhl, 15 agosto 1669-Darmstadt, 4 settembre 1714);
- Maddalena Sibilla (Vöhl, 14 ottobre 1671-Bernstadt, 21 aprile 1720).

## Ascendenza
|                                   |                         |                                     | Genitori                         |  |  | Nonni |  |  | Bisnonni                    |  |  | Trisnonni         |  |
|                                   |                         |                                     |                                  |  |  |       |  |  | Giorgio I d'Assia-Darmstadt |  |  | Filippo I d'Assia |  |
|                                   |                         |                                     |                                  |  |  |       |  |  | Giorgio I d'Assia-Darmstadt |  |  | Filippo I d'Assia |  |
|                                   |                         | Cristina di Sassonia                |                                  |  |  |       |  |  | Giorgio I d'Assia-Darmstadt |  |  |                   |  |
| Luigi V d'Assia-Darmstadt         |                         |                                     |                                  |  |  |       |  |  | Giorgio I d'Assia-Darmstadt |  |  |                   |  |
|                                   |                         | Maddalena di Lippe                  | Bernardo VIII di Lippe           |  |  |       |  |  |                             |  |  |                   |  |
|                                   |                         | Maddalena di Lippe                  | Bernardo VIII di Lippe           |  |  |       |  |  |                             |  |  |                   |  |
|                                   |                         | Maddalena di Lippe                  | Caterina di Waldeck-Eisenberg    |  |  |       |  |  |                             |  |  |                   |  |
| Giorgio II d'Assia-Darmstadt      |                         | Maddalena di Lippe                  |                                  |  |  |       |  |  |                             |  |  |                   |  |
|                                   |                         | Giovanni Giorgio di Brandeburgo     | Gioacchino II di Brandeburgo     |  |  |       |  |  |                             |  |  |                   |  |
|                                   |                         | Giovanni Giorgio di Brandeburgo     | Gioacchino II di Brandeburgo     |  |  |       |  |  |                             |  |  |                   |  |
|                                   |                         | Giovanni Giorgio di Brandeburgo     | Maddalena di Sassonia            |  |  |       |  |  |                             |  |  |                   |  |
| Maddalena di Brandeburgo          |                         | Giovanni Giorgio di Brandeburgo     |                                  |  |  |       |  |  |                             |  |  |                   |  |
|                                   |                         | Elisabetta di Anhalt-Zerbst         | Gioacchino Ernesto di Anhalt     |  |  |       |  |  |                             |  |  |                   |  |
|                                   |                         | Elisabetta di Anhalt-Zerbst         | Gioacchino Ernesto di Anhalt     |  |  |       |  |  |                             |  |  |                   |  |
|                                   |                         | Elisabetta di Anhalt-Zerbst         | Agnese di Barby                  |  |  |       |  |  |                             |  |  |                   |  |
| Giorgio III d'Assia-Itter         |                         | Elisabetta di Anhalt-Zerbst         |                                  |  |  |       |  |  |                             |  |  |                   |  |
|                                   | Cristiano I di Sassonia | Augusto I di Sassonia               |                                  |  |  |       |  |  |                             |  |  |                   |  |
|                                   | Cristiano I di Sassonia | Augusto I di Sassonia               |                                  |  |  |       |  |  |                             |  |  |                   |  |
|                                   | Cristiano I di Sassonia | Anna di Danimarca                   |                                  |  |  |       |  |  |                             |  |  |                   |  |
| Giovanni Giorgio I di Sassonia    | Cristiano I di Sassonia |                                     |                                  |  |  |       |  |  |                             |  |  |                   |  |
|                                   |                         | Sofia di Brandeburgo                | Giovanni Giorgio di Brandeburgo  |  |  |       |  |  |                             |  |  |                   |  |
|                                   |                         | Sofia di Brandeburgo                | Giovanni Giorgio di Brandeburgo  |  |  |       |  |  |                             |  |  |                   |  |
|                                   |                         | Sofia di Brandeburgo                | Sabina di Brandeburgo-Ansbach    |  |  |       |  |  |                             |  |  |                   |  |
| Sofia Eleonora di Sassonia        |                         | Sofia di Brandeburgo                |                                  |  |  |       |  |  |                             |  |  |                   |  |
|                                   |                         | Alberto Federico di Prussia         | Alberto I di Prussia             |  |  |       |  |  |                             |  |  |                   |  |
|                                   |                         | Alberto Federico di Prussia         | Alberto I di Prussia             |  |  |       |  |  |                             |  |  |                   |  |
|                                   |                         | Alberto Federico di Prussia         | Anna Maria di Brunswick-Lüneburg |  |  |       |  |  |                             |  |  |                   |  |
| Maddalena Sibilla di Hohenzollern |                         | Alberto Federico di Prussia         |                                  |  |  |       |  |  |                             |  |  |                   |  |
|                                   |                         | Maria Eleonora di Jülich-Kleve-Berg | Guglielmo di Jülich-Kleve-Berg   |  |  |       |  |  |                             |  |  |                   |  |
|                                   |                         | Maria Eleonora di Jülich-Kleve-Berg | Guglielmo di Jülich-Kleve-Berg   |  |  |       |  |  |                             |  |  |                   |  |
|                                   |                         | Maria Eleonora di Jülich-Kleve-Berg | Maria d'Austria                  |  |  |       |  |  |                             |  |  |                   |  |
|                                   |                         | Maria Eleonora di Jülich-Kleve-Berg |                                  |  |  |       |  |  |                             |  |  |                   |  |